# Selo nad Polhovim Gradcem
Selo nad Polhovim Gradcem este o localitate din comuna Dobrova-Polhov Gradec, Slovenia, cu o populație de 36 de locuitori.